# Rindera kuhitangica
Rindera kuhitangica är en strävbladig växtart som beskrevs av Raenko. Rindera kuhitangica ingår i släktet Rindera och familjen strävbladiga växter. Inga underarter finns listade i Catalogue of Life.